# Shūto Kōno
Shūto Kōno (japanisch 幸野 志有人 Kōno Shūto; * 4. Mai 1993 in Edogawa) ist ein japanischer Fußballspieler.

## Karriere
Kōno erlernte das Fußballspielen in JFA Academy Fukushima. Seinen ersten Vertrag unterschrieb er 2010 beim FC Tokyo. Der Verein spielte in der höchsten Liga des Landes, der J1 League. 2011 wurde er an den Zweitligisten Ōita Trinita ausgeliehen. Für den Verein absolvierte er 18 Ligaspiele. 2012 kehrte er zum FC Tokyo zurück. Für den Verein absolvierte er drei Erstligaspiele. Im August 2012 wurde er an den Zweitligisten FC Machida Zelvia ausgeliehen. Für den Verein absolvierte er 15 Ligaspiele. 2013 wurde er an den Zweitligisten V-Varen Nagasaki ausgeliehen. Für den Verein absolvierte er 32 Ligaspiele. 2014 kehrte er zum FC Tokyo zurück. Im August 2014 wurde er an den Zweitligisten JEF United Chiba ausgeliehen. Für JEF absolvierte er 13 Ligaspiele. 2015 kehrte er zum FC Tokyo zurück. Im Juni 2016 wurde er an den Zweitligisten Renofa Yamaguchi FC ausgeliehen. Für den Verein absolvierte er acht Ligaspiele. 2017 wechselte er zum Zweitligisten V-Varen Nagasaki. 2017 wurde er mit dem Verein Vizemeister der J2 League und stieg in die erste Liga auf. Am Ende der Saison 2018 stieg der Verein wieder in die zweite Liga ab. Für den Verein absolvierte er 32 Ligaspiele. Mitte Februar 2020 wechselte er zu Sydney Olympic nach Australien. Hier stand er bis 30. Juni 2020 unter Vertrag. Am 1. Juli 2020 kehrte er nach Japan zurück. Hier schloss er sich dem Ichikawa SC an. Im Februar 2021 wechselte er zum Nankatsu SC.